# Медела
Медела је српска компанија основана 1975. године. Бави се производњом кондиторских и прехрамбених производа.

## Опште
Основана 1975, Медела је била мала фабрика кондиторских прозвода под називом Виталкекс, која је продалавала своје производе у деловима Војводине. Седиште компаније налази се у Врбасу. Након неког времена, компанија мења име у Медела и започиње интензивнији рад.

## Историјат
Током почетка рада компаније, Виталкекс је производио мале количине кондиторских производа. Након промене имена у Медела и стечене популарности због продаје штрудли, Медела шири своје пословање по целој Југославији. Након успеха у производњи штрудли, компанија започиње производњу вафел пецива, интегралног кекса као и чајна пецива.
Године 2006. Инвеј компанија преузима власништво над Меделом и почиње продају производа по бившој Југославији, западној Европи, Северној Америци, Јужној Америци и Африци. Од 2018. Медела постаје власник компаније Равница из Ћуприје у коју улаже фонд од милион евра.